# Свечин, Владимир Константинович
Владимир Константинович Свечин (1821—1878) — генерал-лейтенант, командир 9-го армейского корпуса, участник Русско-турецкой войны 1877—1878 годов.

## Биография
Родился 21 ноября 1821 года, происходил из дворян Тульской губернии, сын капитана артиллерии Константина Алексеевича Свечина. Образование получил во 2-м кадетском корпусе, из которого выпущен 22 июля 1840 года (по другим данным — 30 августа 1841 года) прапорщиком в лейб-гвардии Егерский полк.
В 1843 году поступил в Военную академию. По окончании в ней курса 1 февраля 1847 года переведён в Гвардейский Генеральный штаб с чином штабс-капитана. По службе в этом штабе был квартирмейстером гвардейской кирасирской дивизии, а затем 2-й гвардейской пехотной дивизии. По поручению начальства им было составлено военно-статистическое описание Московской губернии — обширный и ценный вклад в военную литературу того времени, за что он был награждён орденом Св. Анны 3-й степени.
В 1849 году, в чине капитана, назначен обер-квартирмейстером Гренадерского корпуса. В 1852 году на него было возложено чтение лекций по тактике старшим офицерам Гвардейского корпуса, за что он удостоился благодарности наследника цесаревича (бывшего в то время командиром Гвардейского корпуса) и был награждён орденом Св. Анны 2-й степени.
В 1854 году, за отличие по службе, Свечин был произведён в полковники и назначен обер-квартирмейстером Гренадерского корпуса с переводом в Генеральный штаб, затем был назначен дежурным штаб-офицером управления генерал-квартирмейстера действующей армии, а в следующем году получил назначение на ту же должность в управлении генерал-квартирмейстера Западной армии.
В 1856 году Свечин был назначен командиром Тарутинского егерского полка, а в 1859 году — командиром Брянского пехотного полка. Но в том же году он вернулся в Генеральный штаб, где, в свою очередь, числился недолго, поскольку в 1860 году назначен командиром Перновского гренадерского полка, которым командовал до конца 1861 года, когда снова возвратился в Генеральный штаб, с назначением начальником штаба 2-го армейского корпуса.
17 апреля 1862 года Свечин был произведён в генерал-майоры и назначен начальником штаба 3-го корпуса, после того — 5-го корпуса и, наконец, войск Одесского военного округа. В этой последней должности Свечин состоял до 30 августа 1869 года, когда вместе с производством в чин генерал-лейтенанта был назначен начальником 1-й пехотной дивизии.
В 1877 году вспыхнула русско-турецкая война, а накануне её Свечин был назначен начальником 2-й гренадерской дивизии. После целого ряда неудач под Плевной на театр войны были вытребованы войска Гренадерского корпуса, предназначавшиеся для блокады Плевны. 2-я гренадерская дивизия прибыла под Плевну 2 ноября и сменила на позиции 1-ю гвардейскую дивизию, вошедшую в состав отряда генерала Гурко, двинувшегося 3 ноября по направлению к Орхание. Позиции вокруг Плевны были разделены на шесть участков, причём оборона каждого из них была поручена особому отряду. На долю Гренадерского корпуса (2-я и 3-я гренадерские дивизии) выпала оборона 6-го участка, то есть позиций на левом берегу реки Вида. Войска 6-го участка были разделены на два отряда. В состав Дольне-Дубнякского, под начальством генерал-лейтенанта Свечина, вошла 2-я гренадерская дивизия с её артиллерией, 9-й драгунский Казанский и 9-й гусарский Киевский полки и 2-я Донская казачья батарея.
28 ноября 1877 года первый и самый сильный удар турецких войск Османа-паши обрушился на Сибирский и Малороссийский гренадерские полки (3-й гренадерской дивизии), которые, понеся громадную потерю, как в офицерах, так и в нижних чинах и выбитые из своих ложементов, принуждены были отступить. В самый критический момент боя на выручку этим полкам подоспели гренадеры Фанагорийского и Астраханского полков (той же дивизии) и полки 2-й гренадерской дивизии, причём во главе Самогитского гренадерского полка, шедшего впереди, находился начальник дивизии генерал-лейтенант Свечин. Около 11 часов утра он подошёл к месту боя; ложементы 3-й гренадерской дивизии были заняты неприятелем. Бросившись в штыки, самогитцы выбили из ложементов турок и при этом захватили у них три орудия. Благодаря своевременной поддержке турки были опрокинуты также и на других пунктах и принуждены были положить оружие. Таким образом 28 ноября гренадерский корпус доблестно вынес на своих плечах всю тяжесть неравного боя и одним из ключевых эпизодов его было отбитие Свечиным у неприятеля наших ложементов. Сам он был в этом бою контужен. За это дело он в тот же день был награждён орденом Св. Георгия 4-й степени.
14 декабря 1877 года генерал Свечин был назначен командиром 9-го армейского корпуса, с которым прибыл в занятый русскими войсками Адрианополь и назначен адрианопольским губернатором. Однако вскоре он заболел тифом и скончался 22 февраля (по другим данным — 26 февраля) 1878 года.
Среди прочих наград Свечин имел ордена:
- Орден Святой Анны 3-й ст. (1848 год)
- Орден Святой Анны 2-й степени (1852 год, императорская корона к этому ордену пожалована в 1856 году)
- Орден Святого Владимира 4-й степени (1856 год)
- Орден Святого Владимира 3-й степени (1863 год)
- Орден Святого Станислава 1-й степени (1865 год)
- Орден Святой Анны 1-й степени (1867 год, императорская корона к этому ордену пожалована в 1871 году)
- Орден Святого Владимира 2-й степени (1873 год)
- Орден Белого орла (1876 год)
- Орден Святого Георгия 4-й степени (28 ноября 1877 года)
- Прусский орден Красного орла 2-й степени (1861 год)